# Collegio elettorale di Salerno centro
Il collegio di Salerno centro fu un collegio elettorale uninominale della Repubblica Italiana per l'elezione della Camera dei deputati. Apparteneva alla circoscrizione Campania 2 e fu utilizzato per eleggere un deputato nella XII, XIII e XIV legislatura.
Venne istituito nel 1993 con la cosiddetta Legge Mattarella (Legge n. 277, Nuove norme per l'elezione della Camera dei deputati), attuata in seguito al referendum abrogativo del 1993. La legge istituì per la Camera dei deputati e per il Senato della Repubblica un sistema di elezione misto, in parte maggioritario e in parte proporzionale. Il 75% dei parlamentari dell'assemblea veniva eletto in collegi uninominali tramite sistema maggioritario a turno unico; il restante 25% alla Camera veniva eletto tramite sistema proporzionale con liste bloccate.
Il collegio venne abolito insieme a tutti gli altri che costituivano la Camera con la promulgazione della legge elettorale successiva, la cosiddetta Legge Calderoli. Questa prevedeva un sistema proporzionale con premio di maggioranza, che alla Camera veniva attribuito a livello nazionale.

## Territorio
Il collegio di Salerno centro era uno dei 47 collegi uninominali in cui era suddivisa la Campania e, come previsto dal D.Lgs. del 20 dicembre 1993 n. 536, comprendeva parte del comune di Salerno.

## Eletti
| Elezione | Elezione | Deputato         | Partito                  |
| -------- | -------- | ---------------- | ------------------------ |
|          | 1994     | Gaetano Colucci  | Alleanza Nazionale       |
|          | 1996     | Gaetano Colucci  | Polo per le Libertà (AN) |
|          | 2001     | Vincenzo De Luca | L'Ulivo (DS)             |

## Dati elettorali

### XII legislatura

#### Risultati proporzionale
| Coalizioni        | Coalizioni                  | Liste                       | Liste                              | Voti   | %     |
| ----------------- | --------------------------- | --------------------------- | ---------------------------------- | ------ | ----- |
|                   | Alleanza Nazionale          | Alleanza Nazionale          | Alleanza Nazionale                 | 22.820 | 30,16 |
|                   | Progressisti                |                             | Partito Democratico della Sinistra | 11.047 | 14,60 |
|                   | Progressisti                | Federazione dei Verdi       | 5.494                              | 7,26   |       |
|                   | Progressisti                | Rifondazione Comunista      | 3.370                              | 4,45   |       |
|                   | Progressisti                | Partito Socialista Italiano | 1.320                              | 1,74   |       |
|                   | Progressisti                | Alleanza Democratica        | 789                                | 1,04   |       |
| Totale coalizione | Totale coalizione           | 22.020                      | 29,09                              |        |       |
|                   | Forza Italia                | Forza Italia                | Forza Italia                       | 13.782 | 18,22 |
|                   | Patto per l'Italia          |                             | Patto Segni                        | 6.171  | 8,16  |
|                   | Patto per l'Italia          | Partito Popolare Italiano   | 4.968                              | 6,57   |       |
| Totale coalizione | Totale coalizione           | 11.139                      | 14,73                              |        |       |
|                   | Lista Pannella              | Lista Pannella              | Lista Pannella                     | 3.442  | 4,55  |
|                   | Socialdemocrazia            | Socialdemocrazia            | Socialdemocrazia                   | 937    | 1,24  |
|                   | Unità Popolare              | Unità Popolare              | Unità Popolare                     | 829    | 1,10  |
|                   | Unione Democratica Italiana | Unione Democratica Italiana | Unione Democratica Italiana        | 455    | 0,60  |
|                   | Alleanza Meridionale        | Alleanza Meridionale        | Alleanza Meridionale               | 135    | 0,18  |
|                   | Riformisti Irpini           | Riformisti Irpini           | Riformisti Irpini                  | 97     | 0,13  |
| Totale            | Totale                      | Totale                      | Totale                             | 75.656 |       |

#### Risultati uninominale
|                               | Gaetano Colucci ✔️ Eletto | Alleanza Nazionale                 | 23 814 | 31,38 |  |  |  |  |  |
|                               | Filodemo Iannuzzelli      | Progressisti                       | 23 759 | 31,31 |  |  |  |  |  |
|                               | Vittorio Gaeta            | FI - CCD - UDC - PLD               | 15 846 | 20,88 |  |  |  |  |  |
|                               | Enrico Indelli            | Patto per l'Italia                 | 8 442  | 11,12 |  |  |  |  |  |
|                               | Maurizio Provenza         | Lista Marco Pannella - Riformatori | 2 642  | 3,48  |  |  |  |  |  |
|                               | Umberto Petrosino         | Socialdemocrazia per le Libertà    | 1 389  | 1,83  |  |  |  |  |  |
| Totale                        | Totale                    | Totale                             | 75 892 | 100   |  |  |  |  |  |
|                               |                           |                                    |        |       |  |  |  |  |  |
| Fonte: Ministero dell'interno |                           |                                    |        |       |  |  |  |  |  |

### XIII legislatura

#### Risultati proporzionale
| Coalizioni        | Coalizioni                         | Liste                                     | Liste                              | Voti   | %     |
| ----------------- | ---------------------------------- | ----------------------------------------- | ---------------------------------- | ------ | ----- |
|                   | Polo per le Libertà                |                                           | Forza Italia                       | 18.610 | 25,24 |
|                   | Polo per le Libertà                | Alleanza Nazionale                        | 17.511                             | 23,75  |       |
|                   | Polo per le Libertà                | CCD-CDU                                   | 3.340                              | 4,53   |       |
| Totale coalizione | Totale coalizione                  | 39.461                                    | 53,52                              |        |       |
|                   | L'Ulivo                            |                                           | Partito Democratico della Sinistra | 12.713 | 17,24 |
|                   | L'Ulivo                            | Popolari per Prodi (PPI-SVP-PRI-UD-Prodi) | 4.761                              | 6,46   |       |
|                   | L'Ulivo                            | Federazione dei Verdi                     | 4.183                              | 5,67   |       |
|                   | L'Ulivo                            | Rinnovamento Italiano                     | 3.084                              | 4,18   |       |
| Totale coalizione | Totale coalizione                  | 24.741                                    | 33,55                              |        |       |
|                   | Progressisti                       |                                           | Rifondazione Comunista             | 5.684  | 7,71  |
|                   | Lista Pannella - Sgarbi            | Lista Pannella - Sgarbi                   | Lista Pannella - Sgarbi            | 1.847  | 2,50  |
|                   | Movimento Sociale Fiamma Tricolore | Movimento Sociale Fiamma Tricolore        | Movimento Sociale Fiamma Tricolore | 1.040  | 1,41  |
|                   | Partito Socialista                 | Partito Socialista                        | Partito Socialista                 | 763    | 1,03  |
|                   | Patto per l'Agro                   | Patto per l'Agro                          | Patto per l'Agro                   | 107    | 0,15  |
|                   | Movimento Rinascita Italiana       | Movimento Rinascita Italiana              | Movimento Rinascita Italiana       | 95     | 0,13  |
| Totale            | Totale                             | Totale                                    | Totale                             | 73.738 |       |

#### Risultati uninominale
|                               | Gaetano Colucci ✔️ Eletto | Polo per le Libertà | 38 150 | 51,87 |  |  |  |  |  |
|                               | Francesco Calvanese       | L'Ulivo             | 31 347 | 42,62 |  |  |  |  |  |
|                               | Giovanni Barlotti         | Fiamma Tricolore    | 2 421  | 3,29  |  |  |  |  |  |
|                               | Pietro Vertullo           | Partito Socialista  | 1 633  | 2,22  |  |  |  |  |  |
| Totale                        | Totale                    | Totale              | 73 551 | 100   |  |  |  |  |  |
|                               |                           |                     |        |       |  |  |  |  |  |
| Fonte: Ministero dell'interno |                           |                     |        |       |  |  |  |  |  |

### XIV legislatura

#### Risultati proporzionale
| Coalizioni        | Coalizioni              | Liste                   | Liste                                 | Voti   | %     |
| ----------------- | ----------------------- | ----------------------- | ------------------------------------- | ------ | ----- |
|                   | Casa delle Libertà      |                         | Forza Italia                          | 21.398 | 30,79 |
|                   | Casa delle Libertà      | Alleanza Nazionale      | 10.878                                | 15,65  |       |
|                   | Casa delle Libertà      | CCD-CDU                 | 1.364                                 | 1,96   |       |
|                   | Casa delle Libertà      | Nuovo PSI               | 661                                   | 1,09   |       |
| Totale coalizione | Totale coalizione       | 34.301                  | 49,49                                 |        |       |
|                   | L'Ulivo                 |                         | La Margherita (Dem - PPI - RI- UDEUR) | 11.082 | 15,95 |
|                   | L'Ulivo                 | Democratici di Sinistra | 8.047                                 | 11,58  |       |
|                   | L'Ulivo                 | Il Girasole (FdV - SDI) | 2.235                                 | 3,22   |       |
|                   | L'Ulivo                 | Comunisti Italiani      | 757                                   | 1,09   |       |
| Totale coalizione | Totale coalizione       | 22.121                  | 31,84                                 |        |       |
|                   | Rifondazione Comunista  | Rifondazione Comunista  | Rifondazione Comunista                | 3.630  | 5,22  |
|                   | Lista Di Pietro         | Lista Di Pietro         | Lista Di Pietro                       | 2.698  | 3,88  |
|                   | Democrazia Europea      | Democrazia Europea      | Democrazia Europea                    | 2.688  | 3,87  |
|                   | Lista Pannella - Bonino | Lista Pannella - Bonino | Lista Pannella - Bonino               | 1.704  | 2,45  |
|                   | Fiamma Tricolore        | Fiamma Tricolore        | Fiamma Tricolore                      | 820    | 1,18  |
|                   | Liberi e Forti          | Liberi e Forti          | Liberi e Forti                        | 414    | 0,60  |
|                   | Paese Nuovo             | Paese Nuovo             | Paese Nuovo                           | 251    | 0,36  |
|                   | Socialisti Autonomisti  | Socialisti Autonomisti  | Socialisti Autonomisti                | 199    | 0,29  |
|                   | Movimento delle Libertà | Movimento delle Libertà | Movimento delle Libertà               | 146    | 0,21  |
|                   | Abolizione scorporo     | Abolizione scorporo     | Abolizione scorporo                   | 65     | 0,09  |
| Totale            | Totale                  | Totale                  | Totale                                | 69.489 |       |

#### Risultati uninominale
|                               | Vincenzo De Luca ✔️ Eletto | L'Ulivo                | 40 531 | 55,45 |  |  |  |  |  |
|                               | Gaetano Colucci            | Casa delle Libertà     | 26 354 | 36,05 |  |  |  |  |  |
|                               | Antonio Battista           | Democrazia Europea     | 1 756  | 2,40  |  |  |  |  |  |
|                               | Agostino Apadula           | Lista Di Pietro        | 1 243  | 1,70  |  |  |  |  |  |
|                               | Donato Salzano             | Lista Emma Bonino      | 1 189  | 1,63  |  |  |  |  |  |
|                               | Mauro Grandinetti          | Fiamma Tricolore       | 1 171  | 1,60  |  |  |  |  |  |
|                               | Vicente Barra              | Socialisti Autonomisti | 853    | 1,17  |  |  |  |  |  |
| Totale                        | Totale                     | Totale                 | 73 097 | 100   |  |  |  |  |  |
|                               |                            |                        |        |       |  |  |  |  |  |
| Fonte: Ministero dell'interno |                            |                        |        |       |  |  |  |  |  |